# Cờ Cơ quan chuyển tiếp Liên Hợp Quốc tại Campuchia
Cờ UNTAC từng được sử dụng ở Campuchia trong thời kỳ Cơ quan chuyển tiếp Liên Hợp Quốc tại Campuchia (1992–1993).

## Biểu tượng
Lá cờ này có nguồn gốc từ hội kỳ Liên Hợp Quốc, vì nó là một quốc gia được Liên Hợp Quốc bảo hộ. Bản đồ có chứa từ Kâmpŭchéa bằng chữ Khmer (កម្ពុជា; "Campuchia").